# 1 João 3
1 João 3 é o terceiro capítulo da Primeira Epístola de João, de autoria do Apóstolo João, que faz parte do Novo Testamento da Bíblia.

## Estrutura
I. Deus é perfeito amor
1. Seu amor manifesta-se na exaltação do crente à condição de filho, v. 1,2
2. A prova da filiação é o viver retamente, v. 3-10
3. O amor fraternal é a característica distintiva da vida espiritual, v. 11-15
4. O amor manifesta-se no sacrifício, não apenas por meio de palavras, v. 16-18
5. O resultado do amor é garantia de resposta às orações, v. 19-22
6. A fé e o amor fraternal são essenciais à comunhão com Deus, v. 23,24